# トロン (映画)
『トロン』（原題: Tron）は、1982年に製作されたアメリカのSF映画。
世界で初めて全面的にコンピューターグラフィックスを導入した映画として話題を集め、コンピューターの内部世界を美麗な映像とプログラムの擬人化という手法で表現した点が特徴といえる。
ティム・バートンがアニメーター、クリス・ウェッジがCGプログラマー、「エイブル・システム」のスーパーバイザーとしてロバート・エイブルが参加している。
2011年以降ではソフト販売やVODでの配信において、『トロン：オリジナル』と表記される場合が多い。

## あらすじ
ソフトウェアメーカー・エンコム社に在籍するケヴィン・フリンはゲーム「スペースパラノイド」を開発したものの、その全データを同僚のデリンジャーに盗まれてしまう。デリンジャーが自身の作として発表した「スペースパラノイド」は大ヒットし、たちまち彼はエンコムの社長に出世する。その一方でフリンは場末のゲームセンターのマスターへと追いやられてしまう。
憤慨したフリンは「スペースパラノイド」がデリンジャーの盗作である証拠を掴むべく、夜な夜なエンコムへのハッキングを行い始める。だが証拠のデータはデリンジャーがプログラムしたMCPによって厳重に隠蔽されており、発見は不可能だった。
そんなある日、偶然にもフリンのハッキングの事実を知ったエンコムの社員アランが、恋人のローラと共にフリンの元を訪ねて来る。これをチャンスと考えたフリンはエンコム社内のコンピュータから直接、アクセスさせてもらえるよう懇願。了承した2人はフリンをエンコムへと導き、またアランも不正調査とMCP破壊のために、開発途中の監視トロン・プログラム（TP）を起動することを決意する。
しかし、フリンの侵入は既にMCPによって察知されていた。結果フリンは、エンコムが実験中の物質転送機によって、MCPが支配するコンピュータの内部世界へと送り込まれてしまう。そこはMCPによる独裁であらゆるプログラムがネットを通じて集められ、奴隷のように扱われているディストピアだった。
そんな中で、フリンはアランそっくりの1人のプログラムと出会う。実は彼こそが、MCP破壊の任を帯びてアランに送り込まれたプログラム・トロンだった。
二人は計算プログラム・ラムと共に、現実世界の人類までも支配しようと企むMCPの野望を打ち砕くため、戦いを挑んでいく。

## キャスト
| 役名 現実世界 コンピューター世界        | 俳優                         | 日本語吹替                                                                                    | 日本語吹替                 |
| 役名 現実世界 コンピューター世界        | 俳優                         | ソフト版                                                                                      | フジテレビ版               |
| --------------------------------------- | ---------------------------- | --------------------------------------------------------------------------------------------- | -------------------------- |
| ケヴィン・フリン クルー・プログラム     | ジェフ・ブリッジス           | 小杉十郎太                                                                                    | 小川真司                   |
| アラン・ブラッドリー トロン・プログラム | ブルース・ボックスライトナー | 土田大                                                                                        | 池田秀一                   |
| エド・デリンジャー レッドサーク         | デビッド・ワーナー           | 金尾哲夫                                                                                      | 富田耕生                   |
| マスター・コントロール・プログラム      | デビッド・ワーナー           | 沢木郁也                                                                                      | 加藤精三                   |
| ローラ ヨーリ                           | シンディ・モーガン           | 日野由利加                                                                                    | 土井美加                   |
| ウォルター・ギブス博士 デュモント       | バーナード・ヒューズ         | 城山堅                                                                                        | 槐柳二                     |
| ラム                                    | ダン・ショア                 | 高木渉                                                                                        | 牛山茂                     |
| クロム                                  | ピーター・ジュラシック       | 檜山修之                                                                                      | 稲葉実                     |
| その他                                  |                              | 水野龍司 小室正幸 野沢由香里 仲野裕 長克巳 宮島史年 三戸貴史 河本邦弘 本美奈子 きのしたゆうこ | 津田英三 大塚芳忠 伊倉一恵 |

- ポニー版、バンダイ版から発売されたビデオには字幕スーパーが収録されている。
- フジテレビ版：初回放送1987年11月28日『ゴールデン洋画劇場』
- ソフト版のキャストの内、トロン、レッドサーク、MCPの吹替キャストは2005年に発売された『キングダム ハーツII』で起用されていたキャストを踏襲している。

## 本作におけるCGと仮想世界シーン
本作におけるフルCGシーンは15分286カットである。CGシーンはロバート・エイブルが設立したRA&A、MAGI、Triple-I、Digital Effectsの4社によって制作されている。それぞれの主な担当シーンは、RA&Aが仮想世界へ移行するシーン、MAGIがライトサイクルやタンクのシーンなど前半主要部分、Triple-Iがソーラー帆船やMCPのシーンなど後半主要部分、Digital Effectsがメインタイトルと、劇中で「ビット」と呼ばれる浮遊物体のシーンである。
CG作成手法は、仮想世界へ移行するシーンはベクタースキャンによる描画、ライトサイクルやタンクなどのモデリングはCSG、ソーラー帆船シーンなどはPDP-10のクローンコンピュータであるFoonly F-1を使用したグーローシェーディングやフォンシェーディングによるレンダリング、などである。また、現在でもテクスチャーの作成に用いられるパーリンノイズは、MAGIに勤務していたKen Perlinが本作のために開発した技術である。
他に、当時としては画期的だった本作の特筆すべき点として、「映像（画像）チェックにデータ通信を利用した」ことが挙げられる。ニューヨーク州にあるMAGIが、作成したCGをカリフォルニア州にあるウォルト・ディズニー・スタジオでチェックしてもらうため、電話回線を通してデータ送信していたのである。具体的には、まず最初にMAGIが、作成したCGを低解像度モノクロ画像でディズニーにデータ送信し、それをディズニーのアニメーターがビデオモニターでチェックしてMAGIに修正指示を出し、MAGIがそれに従って修正を行いデータを再送信し、最終チェックには高解像度のカラー画像データを送信していたのである。
本作は世界で初めて全面的にCGを導入した映画として知られるが、実際は前出の通りフルCGのシーンは全部で15分と短く、コストや納期の都合、技術的な限界等で仮想世界のシーンを完全にCGで作成することはできなかった。このため、多くのシーンでワイヤーフレームCGを基に、手描きのアニメーションが用いられた。また、CGのキャラクターや背景と役者などの実写素材との合成は、従来のアナログ光学合成で行われており、特にキャラクターの衣装の電子回路風パターンの発光表現などのために大量のロトスコープ用マスクを手作業で作成する必要があった。
仮想世界シーンのコンセプトデザインにはジャン・ジロー・メビウスやシド・ミードが参加している。
続編『トロン: レガシー』の監督ジョセフ・コジンスキーは、映画パンフレットに掲載されたインタビューで「（『トロン』は）あの年のアカデミー賞では、コンピューターによる映像は卑怯だとみなされて、失格になっている」と語った。

## 名前の由来
TRONというネーミングについては、「制作者に『トロンとはBASICのコマンドのことか』と聞いたら『いや、エレクトロンのトロンだよ』と返された」という記事が当時の雑誌『スターログ日本語版』（ツルモトルーム刊）にある。
また、TRON (1982) - Trivia - IMDb には、BASIC のコマンドについては、あとになるまで知らなかったとスティーブン・リズバーガーはインタビューで述べている、とある。

## トリビア
- ケヴィンがエンコム社にハッキングするのに使用していたコンピュータはAppleのApple IIIである。音響カプラを使用して公衆回線経由で接続していた。
- 1998年に『スペシャル・コレクション』と銘打ったLD-BOXが発売され、特典のコメンタリーの吹替をフジテレビ版でトロン役を務めた池田秀一が担当している。
- サウンドトラックは公開時にLPが発売された後、2002年までCDが発売されなかった。カルロスによるとそれ以前にCD化が持ち上がった際にマスターテープを確認したところ、経年劣化が激しく、修復作業が必要だったため、経費の問題から発売が見送られ続けていたという。その後、ウォルト・ディズニー・レコードから公開20周年を記念してリマスター盤が製作される運びとなり、修復作業を経てCD化に漕ぎ着いたとのこと[3]。
- 当時ディズニーの新人アニメーターだったジョン・ラセターは本作を観てCGアニメーションの将来性を感じ、社内でCGプロジェクトを進めるも理解が得られず解雇され、ピクサーの母体となったILMのCG部門に移籍している。
- X-MEN:アポカリプスの未公開シーンでは、スコット・サマーズの部屋にトロンのポスターが飾られている。
- この映画の公開当時の日本マクドナルドの TVCM が、（偶然だろうが）「露骨にこの映画を思わせる、この映画そっくり」として話題になった。
- この映画の脚本家のボニー・マクバードの夫はアラン・ケイで、結婚式の介添人（ベストガイ） はニコラス・ネグロポンテ 、披露宴で演奏をしたのはマービン・ミンスキーである。

## 関連作品
映像作品
- トロン: レガシー（2010年12月17日） - 本作の続編となる映画。
- トロン：ライジング（2012年） - コンピュータアニメーション、TVシリーズ。本作と『トロン: レガシー』との間を描いたスピンオフ作品。日本国内においては、Disney THEATERで配信されており視聴可能。
- Tron: Ares（2025年公開予定） - 本作の第3作となる映画。

ゲーム
- ブロッケード（1976年） - アメリカのアーケードゲーム。
- トロン（1982年） - 本作を元にしたアメリカのアーケードゲーム。『ライトサイクルゲーム』とも。
- トロン（1983年ごろ） - トミーのパソコン「ぴゅう太」専用ソフト。本作を元にしたコンピュータゲーム。
- Tron 2.0（2003年） - 本作の続編という位置づけのストーリーのコンピュータゲーム。
- キングダムハーツII（2005年）- PlayStation 2専用ソフト。本作を元にしたワールドが登場する。
- ディズニー エピックミッキー 〜ミッキーマウスと魔法の筆〜（2011年） - Wii専用ソフト。本作を元にしたボス戦が存在する[要出典]。